# Baojun RM-5
Baojun RM-5 — пятидверный семиместный минивэн, выпускавшийся с 2019 по 2021 год подразделением Baojun совместного предприятия SAIC-GM-Wuling.

## Описание
Baojun RM-5 дебютировал в апреле 2019 года на Шанхайском автосалоне. Серийный выпуск начался в июле 2019 года. Ценовой диапазон варьировался от 86800 до 118800 юаней.
Baojun RM-5 оснащался 1,5-литровым четырёхцилиндровым двигателем с турбонаддувом мощностью 108 кВт (145 л. с.) и крутящим моментом 245 Н⋅м. Двигатель сочетался в паре с шестиступенчатой механической или же с бесступенчатой трансмиссией.

## Технические характеристики
|                                | 1.5                                 | 1.5T                                |
| ------------------------------ | ----------------------------------- | ----------------------------------- |
| Годы производства              | 11.2019—09.2021                     | 11.2019—09.2021                     |
| Характеристики двигателя       |                                     |                                     |
| Тип                            | Бензиновый двигатель                | Бензиновый двигатель                |
| Конфигурация                   | Рядный четырёхцилиндровый двигатель | Рядный четырёхцилиндровый двигатель |
| Наддув                         | —                                   | Турбонаддув                         |
| Объём                          | 1485 см³                            | 1451 см³                            |
| Мощность при об/мин            | 73 кВт (99 л. с.)/5800              | 108 кВт (147 л. с.)/5200            |
| Крутящий момент при об/мин     | 143 Н⋅м/3400—4400                   | 250 Н⋅м/2200—3400                   |
| Динамические характеристики    |                                     |                                     |
| Привод                         | Передний                            | Передний                            |
| Трансмиссия                    | 6-скор. МКПП                        | 6-скор. МКПП                        |
| Трансмиссия (опционально)      | (CVT)                               | (CVT)                               |
| Массогабаритные характеристики |                                     |                                     |
| Максимальная скорость          | 160 км/ч (160 км/ч)                 | 170 км/ч (170 км/ч)                 |
| Разгон до 100 км/ч             | —                                   | (9,4 сек.)                          |
| Расход топлива (л/100 км)      | 6,7 л (7,2 л)                       | 6,9 л (7,4 л)                       |
| Объём бака                     | 48 л                                | 48 л                                |
| Экологические нормы            | China VI                            | China VI                            |

## Галерея

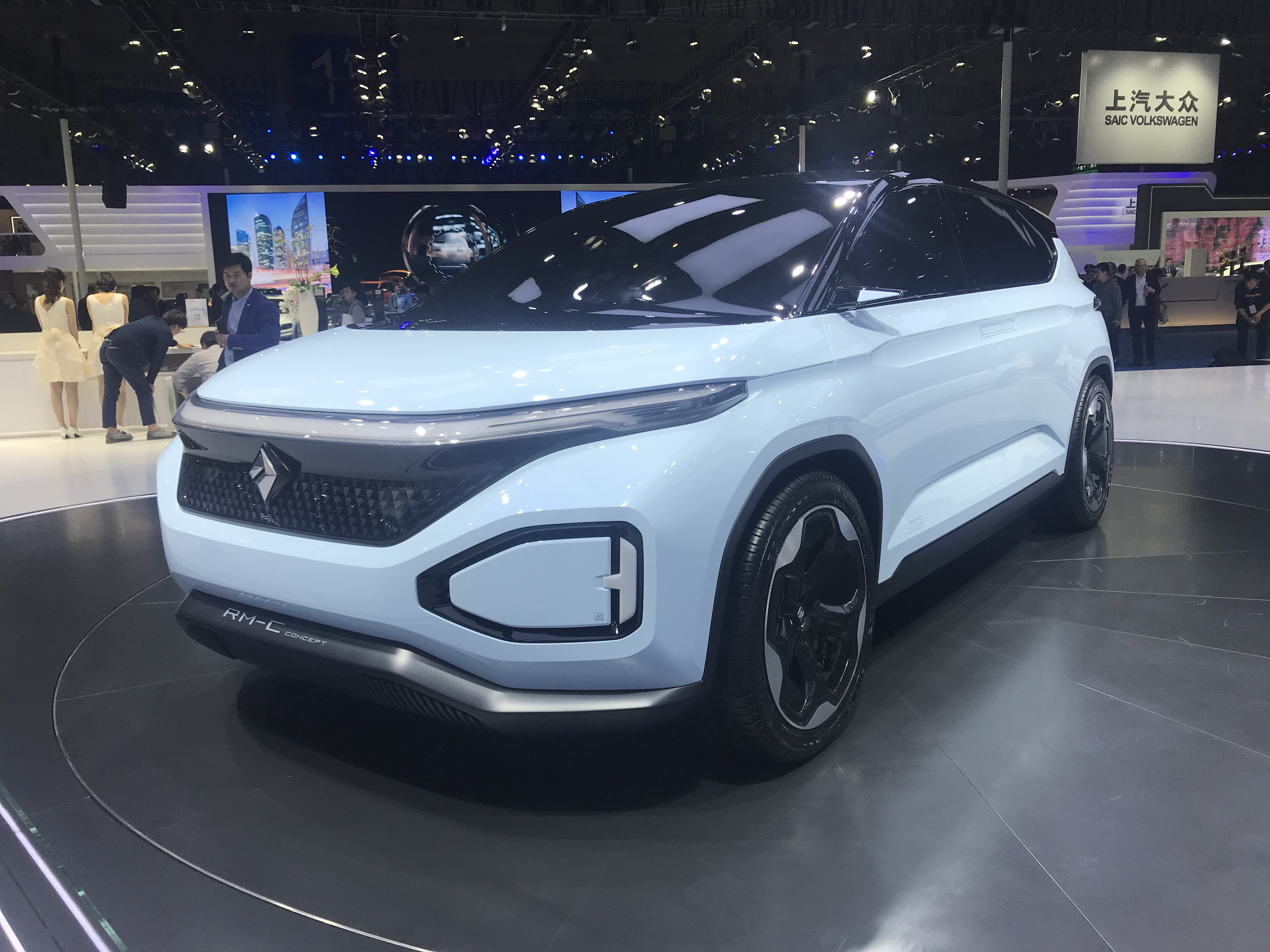
Вид спереди
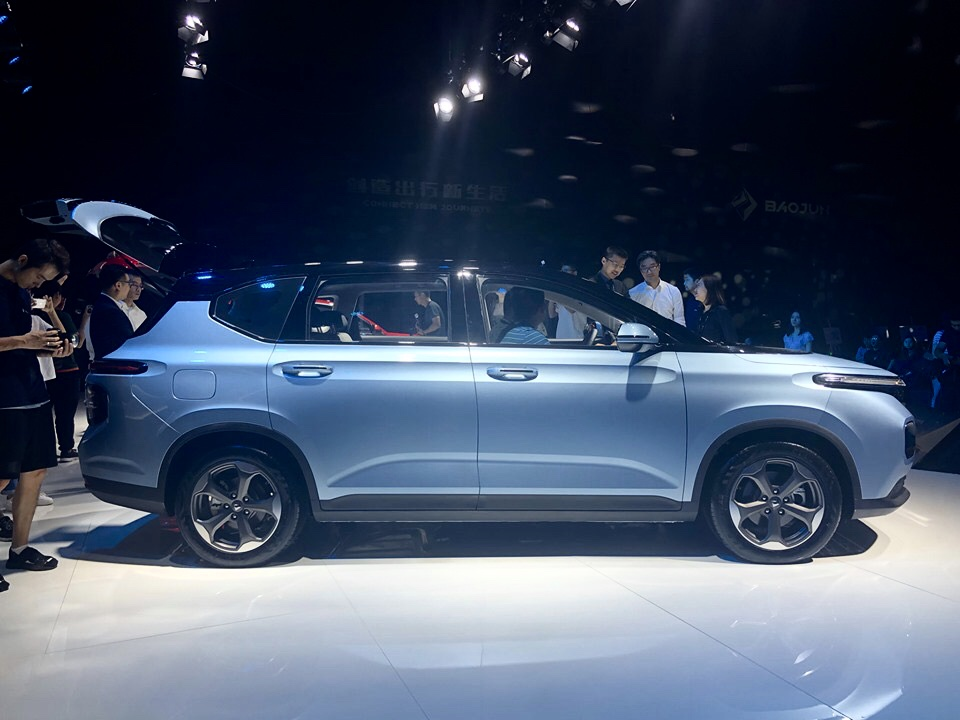
Вид сбоку
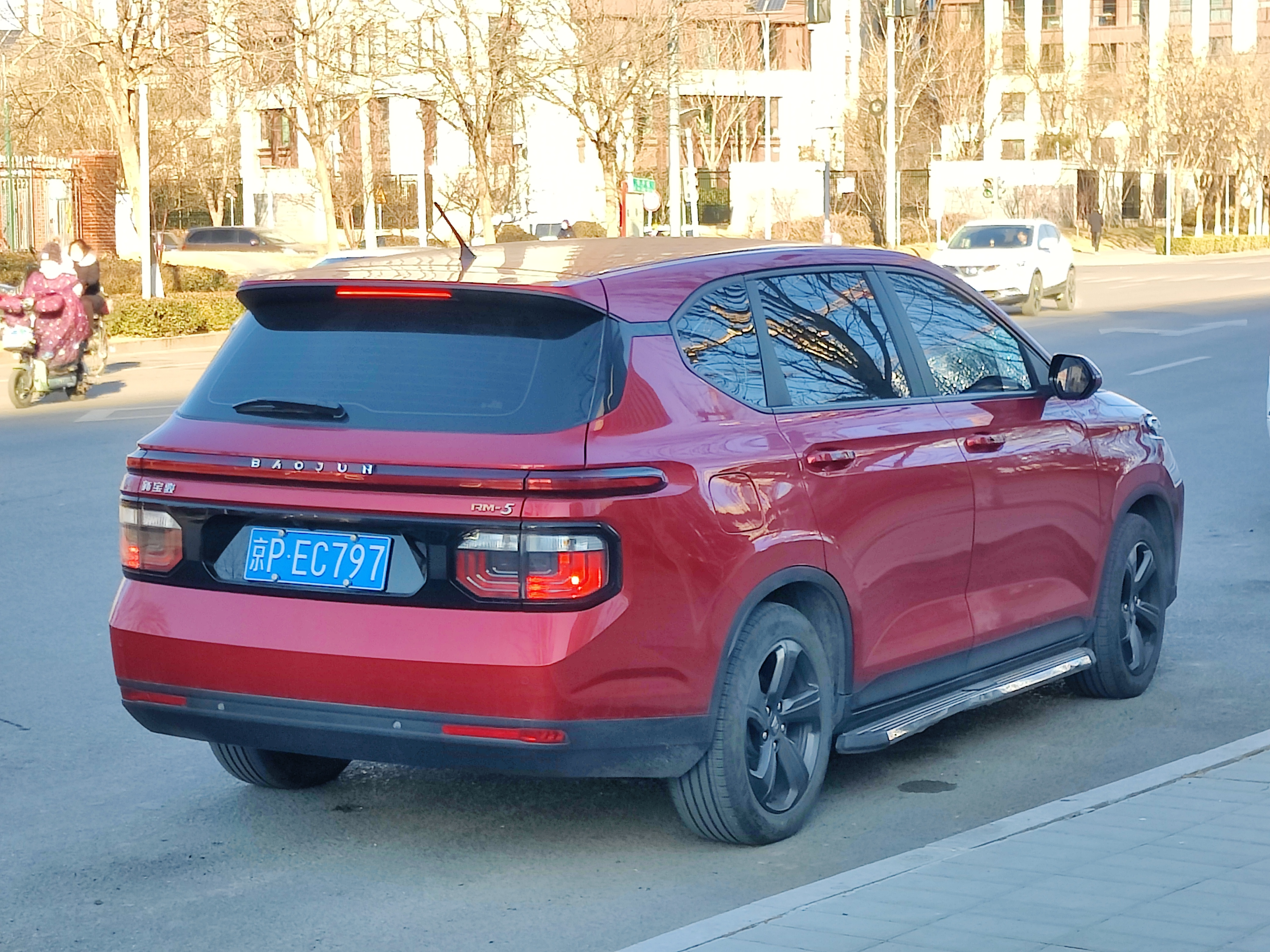
Вид сзади